# بعز موعده
 بواز ماودة  (عبرية: בועז מעודה) ( 24 أبريل 1987) مغني وكاتب غنائي إسرائيلي فاز في الموسم الخامس لبرنامج كوخاف نولاد في إسرائيل و مثلها في مسابقة يوروفيجن للأغاني لعام 2008. و حصل على المركز التاسع  يغلب على أداءه اللون الفلكلوري. ولد في مستوطنة إلياكيم اليمنية في إسرائيل لعائلة يمنية يهودية.

## روابط خارجية
- بعز موعده على موقع IMDb (الإنجليزية)
- بعز موعده على موقع ميوزك برينز (الإنجليزية)
- بعز موعده على موقع ديسكوغز (الإنجليزية)